# Alive (jeu vidéo, 1991)
Pour les articles homonymes, voir Alive.
Alive est un jeu d'aventure pour Amstrad CPC développé par Julian Alvarez et Arnaud Laplace. 

## Synopsis
Alive propose au joueur d'incarner le pilote James Butterfly qui s'écrase lors d'un vol d'essai. Son appareil le F49 est une épave lorsque le héros reprend connaissance. Il découvre alors un paysage glacé où les humains vivent comme au Moyen Âge. Que s'est-il passé ? Le pilote a-t-il fait un bon spatio-temporel ? À t-il découvert un autre monde ? Ou bien a-t-il glissé dans un monde parallèle ?
Pour le découvrir le joueur doit partir en quête de réponses en dialoguant avec les différents personnages de l'histoire et affronter différents dangers qui se dresseront sur sa route. Durant son parcours, le joueur découvre que James Butterfly est l'Élu qui selon la prophétie des Gouarks pourra détrôner l'inhumain Necarex.
Le scénario du jeu est inspiré de La Planète des singes, de New York 1997 et de la série Star Trek.

## Système de jeu
Alive se présente sous la forme d'un jeu d'aventure en mode texte et des graphismes en 2D. À noter que l'interface du jeu propose un curseur ce qui est assez rare sur l'Amstrad CPC. Les joueurs actuels qui s'amusent à tester le jeu déplorent notamment le nombre de fois où il convient de retourner la disquette du jeu et le fait de mourir trop souvent. Si l'on peut mourir lors de combats qui restent liées à une gestion aléatoire, le héros peut dépérir de soif ou de faim si le joueur ne pense pas à vérifier ces paramètres régulièrement.

## Développement
Alive a été réalisé par deux étudiants toulousains amateurs entre 1989 et 1991. Il s'agit de leur premier jeu. Le jeu a été édité par la société Lankhor en 1991. 
Un testeur du jeu pensait que le titre Alive retraçait l'histoire des joueurs de rugby qui s'étaient écrasés dans la cordillère des Andes. Il n'en est rien.[réf. souhaitée]
Les auteurs prévoyaient de développer un autre jeu d'aventure en s'appuyant sur le même moteur, Alien Cop, qui se serait inspiré du film Hidden. Alive apparaît dans les bacs lorsque l'ordinateur Amstrad CPC 464 est en fin de vie. Alive aura une bonne appréciation dans la presse, mais ne sera diffusé qu'à 2000 exemplaires.[réf. souhaitée] La société Lankhor invite alors les auteurs à délaisser l'Amstrad pour passer sur d'autres machines Atari ST et Amiga notamment. 
Les auteurs essayeront d'adapter le jeu Alive sur Atari ST avant d'abandonner le projet.

## Remake PC
En 1996, une adaptation du jeu Alive sur PC (DOS) appelée Alive... Behind the Moon... est développé par le studio Dialogo Team et édité par la société CPIO. Le jeu s'inspire de la version Amstrad qu'il cherche à enrichir en apportant notamment un affichage en 3D pré-calculé. Plus de 5000 lieux sont disponibles sur cette adaptation qui tient sur deux CD-Roms. 
Ce titre ne sortira qu'en Allemagne en 1996 à 5000 exemplaires, distribué via la société Nova Media Verlag, bien que les versions anglaises et françaises aient été développées.